# گورستان زیرگر
گورستان زیرگر مربوط به دوره اشکانیان است و در شهرستان دره‌شهر، بخش مرکزی، دهستان ارمو، ۴۰۰ متری جنوب شرق روستای ارمو واقع شده و این اثر در تاریخ ۳۰ بهمن ۱۳۸۶ با شمارهٔ ثبت ۲۱۰۳۰ به‌عنوان یکی از آثار ملی ایران به ثبت رسیده است.